# Melitaea sextilis
Melitaea sextilis är en fjärilsart som beskrevs av Jachontov 1909. Melitaea sextilis ingår i släktet Melitaea och familjen praktfjärilar. Inga underarter finns listade i Catalogue of Life.